# Maria Fomin
Maria Fomin z domu Puzyna (ur. 28 marca 1948 w Kierdziejewcach, zm. 5 grudnia 2015 w Rydze) – działaczka polonijna, była prezeska oddziału ryskiego Związku Polaków na Łotwie. Od 1991 roku do śmierci pełniła funkcję dyrektorki w Polskiej Szkoły Średniej w Rydze im. Ity Kozakiewicz.

## Życiorys
Urodziła się w Kierdziejewcach na Wileńszczyźnie. Pracowała jako listonoszka czy wychowawczyni w przedszkolu. W 1971 roku przeniosła się na Łotwę. Podjęła prace jako inżynier technolog w ryskim zakładzie „Radiotehnika”. W międzyczasie ukończyła studia pedagogiczne w Wilnie. W 1991 roku została dyrektorką Polskiej Szkoły Średniej w Rydze. Pełniła funkcję prezesa ryskiego oddziału Związku Polaków na Łotwie.

## Odznaczenia
- Medal Komisji Edukacji Narodowej[1]
- Złoty Krzyż Zasługi (2002)[3]
- Krzyż Oficerski Orderu Zasługi RP (2012)[4]